# 奈端數理
《奈端数理》是艾薩克·牛頓所著《自然哲學的數學原理》的一個十九世紀的漢語譯本，譯本已佚。「奈端」，即牛頓之舊譯名。

## 歷史
牛頓的《自然哲學的數學原理》原文為拉丁文。中國清代數學家李善蘭及英國人傅蘭雅（John Fryer）、偉烈亞力（Alexander Wylie）將其中第一編共14章譯為漢語，時間約為1858至1860年。1882年，李善蘭將譯稿交由華蘅芳校訂至1897年。譯稿後為梁啟超所丟失。

## 語言
李善蘭翻譯與高等數學有關的書籍時創造了漢語中的「指數」、「微分」等詞，後亦傳入日語之中。